# Campionato nordamericano maschile under 17 di calcio 2001
Il Campionato nordamericano di calcio Under-17 2001 è stata la decima edizione della competizione omonima organizzata dalla CONCACAF.
Si è tenuto dal 18 aprile al 6 maggio in Honduras e negli Stati Uniti.
Costa Rica e Stati Uniti guadagnarono inoltre l’accesso al Campionato mondiale di calcio Under-17 2001 che si svolse in Trinidad e Tobago.

## Qualificazione

### Zona Caraibi

#### Primo turno

##### Gruppo A
| Pos. | Squadra                 | Pt | G | V | N | P | GF | GS | DR  |
| ---- | ----------------------- | -- | - | - | - | - | -- | -- | --- |
| 1.   | Cuba                    | 6  | 2 | 2 | 0 | 0 | 14 | 6  | +8  |
| 2.   | Isole Cayman            | 3  | 2 | 1 | 0 | 1 | 6  | 3  | +3  |
| 3.   | Isole Vergini Americane | 0  | 2 | 0 | 0 | 2 | 0  | 17 | -17 |

| Squadra 1    | Risultato | Squadra 2               |
| ------------ | --------- | ----------------------- |
| Isole Cayman | 6 - 0     | Isole Vergini Americane |
| Cuba         | 11 - 0    | Isole Vergini Americane |
| Isole Cayman | 0 - 3     | Cuba                    |

##### Gruppo B
| Squadra 1       | Totale      | Squadra 2                 | Andata | Ritorno |
| --------------- | ----------- | ------------------------- | ------ | ------- |
| Rep. Dominicana | 3 - 3 (gfc) | Saint Vincent e Grenadine | 1 - 1  | 2 - 2   |

##### Gruppo C
| Pos. | Squadra           | Pt | G | V | N | P | GF | GS | DR |
| ---- | ----------------- | -- | - | - | - | - | -- | -- | -- |
| 1.   | Antille Olandesi  | 7  | 3 | 2 | 1 | 0 | 10 | 6  | +4 |
| 2.   | Antigua e Barbuda | 7  | 3 | 2 | 1 | 0 | 10 | 7  | +3 |
| 3.   | Dominica          | 1  | 3 | 0 | 1 | 2 | 5  | 7  | -2 |
| 4.   | Aruba             | 1  | 3 | 0 | 1 | 2 | 4  | 9  | -5 |

| Squadra 1         | Risultato | Squadra 2        |
| ----------------- | --------- | ---------------- |
| Dominica          | 2 - 2     | Aruba            |
| Antigua e Barbuda | 4 - 4     | Antille Olandesi |
| Antille Olandesi  | 3 - 2     | Dominica         |
| Antigua e Barbuda | 4 - 2     | Aruba            |
| Aruba             | 0 - 3     | Antille Olandesi |
| Antigua e Barbuda | 2 - 1     | Dominica         |

##### Gruppo D
| Pos. | Squadra    | Pt | G | V | N | P | GF | GS | DR |
| ---- | ---------- | -- | - | - | - | - | -- | -- | -- |
| 1.   | Barbados   | 6  | 2 | 2 | 0 | 0 | 5  | 2  | +3 |
| 2.   | Guyana     | 3  | 2 | 1 | 0 | 1 | 2  | 1  | +1 |
| 3.   | Porto Rico | 0  | 2 | 0 | 0 | 2 | 2  | 6  | -4 |

| Squadra 1 | Risultato | Squadra 2  |
| --------- | --------- | ---------- |
| Guyana    | 2 - 0     | Porto Rico |
| Guyana    | 0 - 1     | Barbados   |
| Barbados  | 4 - 2     | Porto Rico |

##### Gruppo E
| Pos. | Squadra     | Pt | G | V | N | P | GF | GS | DR  |
| ---- | ----------- | -- | - | - | - | - | -- | -- | --- |
| 1.   | Giamaica    | 9  | 3 | 3 | 0 | 0 | 17 | 0  | +17 |
| 2.   | Grenada     | 6  | 3 | 2 | 0 | 1 | 18 | 5  | +13 |
| 3.   | Saint Lucia | 3  | 3 | 1 | 0 | 2 | 8  | 9  | -1  |
| 4.   | Anguilla    | 0  | 3 | 0 | 0 | 3 | 0  | 29 | -29 |

| Squadra 1   | Risultato | Squadra 2   |
| ----------- | --------- | ----------- |
| Giamaica    | 3 - 0     | Grenada     |
| Anguilla    | 0 - 6     | Saint Lucia |
| Giamaica    | 12 - 0    | Anguilla    |
| Saint Lucia | 2 - 7     | Grenada     |
| Giamaica    | 2 - 0     | Saint Lucia |
| Grenada     | 11 - 0    | Anguilla    |

#### Secondo turno

##### Gruppo 1
| Pos. | Squadra                   | Pt | G | V | N | P | GF | GS | DR  |
| ---- | ------------------------- | -- | - | - | - | - | -- | -- | --- |
| 1.   | Haiti                     | 9  | 3 | 3 | 0 | 0 | 11 | 2  | +9  |
| 2.   | Cuba                      | 6  | 3 | 2 | 0 | 1 | 8  | 4  | +4  |
| 3.   | Suriname                  | 1  | 3 | 0 | 1 | 2 | 2  | 5  | -3  |
| 4.   | Saint Vincent e Grenadine | 1  | 3 | 0 | 1 | 2 | 3  | 13 | -10 |

| Squadra 1                 | Risultato | Squadra 2                 |
| ------------------------- | --------- | ------------------------- |
| Haiti                     | 2 - 0     | Suriname                  |
| Cuba                      | 5 - 1     | Saint Vincent e Grenadine |
| Saint Vincent e Grenadine | 1 - 7     | Haiti                     |
| Cuba                      | 2 - 1     | Suriname                  |
| Suriname                  | 1 - 1     | Saint Vincent e Grenadine |
| Cuba                      | 1 - 2     | Haiti                     |

##### Gruppo 2
| Pos. | Squadra          | Pt | G | V | N | P | GF | GS | DR |
| ---- | ---------------- | -- | - | - | - | - | -- | -- | -- |
| 1.   | Giamaica         | 9  | 3 | 3 | 0 | 0 | 10 | 2  | +8 |
| 2.   | Bermuda          | 6  | 3 | 2 | 0 | 1 | 9  | 4  | +5 |
| 3.   | Barbados         | 1  | 3 | 0 | 1 | 2 | 2  | 9  | -7 |
| 4.   | Antille Olandesi | 1  | 3 | 0 | 1 | 2 | 2  | 8  | -6 |

| Squadra 1        | Risultato | Squadra 2        |
| ---------------- | --------- | ---------------- |
| Giamaica         | 2 - 0     | Antille Olandesi |
| Bermuda          | 3 - 0     | Barbados         |
| Giamaica         | 4 - 0     | Barbados         |
| Antille Olandesi | 0 - 4     | Bermuda          |
| Barbados         | 2 - 2     | Antille Olandesi |
| Bermuda          | 2 - 4     | Giamaica         |

### Zona Centro America
| Pos. | Squadra     | Pt | G | V | N | P | GF | GS | DR  |
| ---- | ----------- | -- | - | - | - | - | -- | -- | --- |
| 1.   | El Salvador | 10 | 4 | 3 | 1 | 0 | 16 | 4  | +12 |
| 2.   | Costa Rica  | 10 | 4 | 3 | 1 | 0 | 13 | 2  | +11 |
| 3.   | Guatemala   | 6  | 4 | 2 | 0 | 2 | 6  | 6  | 0   |
| 4.   | Panama      | 3  | 4 | 1 | 0 | 3 | 6  | 10 | -4  |
| 5.   | Nicaragua   | 0  | 4 | 0 | 0 | 4 | 0  | 19 | -19 |

| Squadra 1   | Risultato | Squadra 2   |
| ----------- | --------- | ----------- |
| Costa Rica  | 5 - 0     | Panama      |
| Guatemala   | 2 - 0     | Nicaragua   |
| El Salvador | 8 - 0     | Nicaragua   |
| Guatemala   | 2 - 1     | Panama      |
| Panama      | 5 - 0     | Nicaragua   |
| Costa Rica  | 2 - 2     | El Salvador |
| Nicaragua   | 0 - 4     | Costa Rica  |
| Guatemala   | 2 - 3     | El Salvador |
| El Salvador | 3 - 0     | Panama      |
| Guatemala   | 0 - 2     | Costa Rica  |

## Fase a gironi

### Gruppo A
| Pos. | Squadra     | Pt | G | V | N | P | GF | GS | DR |
| ---- | ----------- | -- | - | - | - | - | -- | -- | -- |
| 1.   | Stati Uniti | 9  | 3 | 3 | 0 | 0 | 10 | 3  | +7 |
| 2.   | Canada      | 4  | 3 | 1 | 2 | 0 | 6  | 5  | +1 |
| 3.   | El Salvador | 4  | 3 | 1 | 1 | 1 | 4  | 5  | -1 |
| 4.   | Giamaica    | 0  | 3 | 0 | 0 | 3 | 1  | 8  | -7 |

| Squadra 1   | Risultato | Squadra 2   |
| ----------- | --------- | ----------- |
| Canada      | 1 - 1     | El Salvador |
| Stati Uniti | 2 - 1     | Giamaica    |
| El Salvador | 3 - 0     | Giamaica    |
| Stati Uniti | 4 - 2     | Canada      |
| Canada      | 3 - 0     | Giamaica    |
| Stati Uniti | 4 - 0     | El Salvador |

### Gruppo B
| Pos. | Squadra    | Pt | G | V | N | P | GF | GS | DR |
| ---- | ---------- | -- | - | - | - | - | -- | -- | -- |
| 1.   | Costa Rica | 7  | 3 | 2 | 1 | 0 | 3  | 1  | +2 |
| 2.   | Messico    | 4  | 3 | 1 | 1 | 1 | 8  | 2  | +6 |
| 3.   | Haiti      | 3  | 3 | 1 | 0 | 2 | 2  | 9  | -7 |
| 4.   | Honduras   | 2  | 3 | 0 | 2 | 1 | 3  | 4  | -1 |

| Squadra 1  | Risultato | Squadra 2  |
| ---------- | --------- | ---------- |
| Costa Rica | 1 - 0     | Messico    |
| Honduras   | 1 - 2     | Haiti      |
| Haiti      | 0 - 7     | Messico    |
| Honduras   | 1 - 1     | Costa Rica |
| Costa Rica | 1 - 0     | Haiti      |
| Honduras   | 1 - 1     | Messico    |